# Hoplismenus simulator
Hoplismenus simulator är en stekelart som beskrevs av Kokujev 1909. Hoplismenus simulator ingår i släktet Hoplismenus och familjen brokparasitsteklar. Inga underarter finns listade i Catalogue of Life.